# Thom Eberhardt
Thomas Everett „Thom” Eberhardt (n. 7 martie 1947, Los Angeles, California, SUA) este un regizor de film și de televiziune, producător și scenarist american. Eberhardt a primit două premii și a avut alte două nominalizări. El este cel mai remarcat pentru munca sa la filme ca Fără dovadă, O noapte ciudată, Căpitanul Ron, Dragă, am mărit copilul! și clasicul idol Noaptea cometei. Eberhardt a fost membru al Writers Guild of America West.

## Filmografie parțială
- Sole Survivor (1984) (regizor, scenarist)
- Night of the Comet (1984) (regizor, scriitor)
- O noapte ciudată (1988)
- Fără dovadă (1988) (regizor)
- Lecția de anatomie (1989) (regizor)
- Ce-mi doresc de Crăciun (1991) (scriitor)
- Dragă, am mărit copilul! (1992) (scenarist)[4]
- Căpitanul Ron (1992) (regizor, scenarist)[5][6]
- Poveste de dragoste în lumi paralele (film TV din 1998) (regizor)[7]
- Inelul buclucaș (film TV din 2000)[8] (regizor, scenarist)[9]
- Ispitele adolescenței (2002) (regizor, scriitor)[10]
- Instinct sălbatic (2007) (regizor)[11]